# 京都文化医療専門学校
京都文化医療専門学校（きょうとぶんかいりょうせんもんがっこう）は、京都府京都市中京区にある専修学校。運営主体は学校法人未来学園。

## 教育理念
- Learning Together Thinking Together（共に学び、共に考える）

## 学科
- 歯科衛生学科　昼間女子3年制　定員80名
- 京都学科　昼間男女2年制　定員40名

## 取得資格
- 歯科衛生士

## 交通
- 地下鉄東西線「二条城前駅」1番出口より徒歩1分
- 市バス「堀川御池」または「二条城前」より徒歩2分